# Miecislaus von Siemuszowa-Pietruski
Miecislaus Marian von Siemuszowa-Pietruski (8. prosince 1848 Lvov – 27. září 1905 Vídeň) byl rakousko-uherský admirál. U c. k. námořnictva sloužil od roku 1864 a zúčastnil se několika válek. Absolvoval také plavby do zámoří, působil jako pedagog a v námořní administraci, uplatnil se též v technologickém rozvoji námořnictva. V závěru kariéry byl velitelem arzenálu v Pule a velitelem eskadry. V roce 1904 dosáhl hodnosti kontradmirála.

## Biografie

Erb rodu Pietruski

Pocházel ze starého šlechtického rodu z Haliče, byl synem c. k. zemského soudního rady, parlamentního politika a vicemaršálka haličského zemského Sejmu Oktavia Pietruskiho (1820–1894). První vzdělání absolvoval v rodném Lvově, poté jako haličský stipendista studoval na Tereziánské akademii ve Vídni (1859–1864). V roce 1864 prošel průpravou na výcvikové lodi SMS Venus a v roce 1866 vstoupil jako kadet k námořnictvu. Ještě v roce 1866 se zúčastnil bitvy u Visu v rámci války s Itálií, poté si ještě doplnil vzdělání na C. k. námořní akademii v Rijece. Vystřídal službu na různých lodích a v letech 1868–1871 na korvetě SMS Erzherzog Friedrich absolvoval cestu na Dálný východ a do jižní Ameriky pod velením admirála Petze.
V roce 1872 získal hodnost praporčíka, mimo jiné působil u jednotek námořní pěchoty, u námořního arzenálu v Pule nebo u Hydrografického úřadu. Postupoval v hodnostech (poručík II. třídy 1880, poručík I. třídy 1884) a mezitím absolvoval kurz pro dělostřelecké důstojníky. Věnoval se rozvoji torpéd a k různým tématům se uplatnil i jako publicista. Mimo jiné byl navigačním důstojníkem na císařské jachtě SMS Miramar a v letech 1891–1892 velel staniční lodi SMS Taurus v Istanbulu.

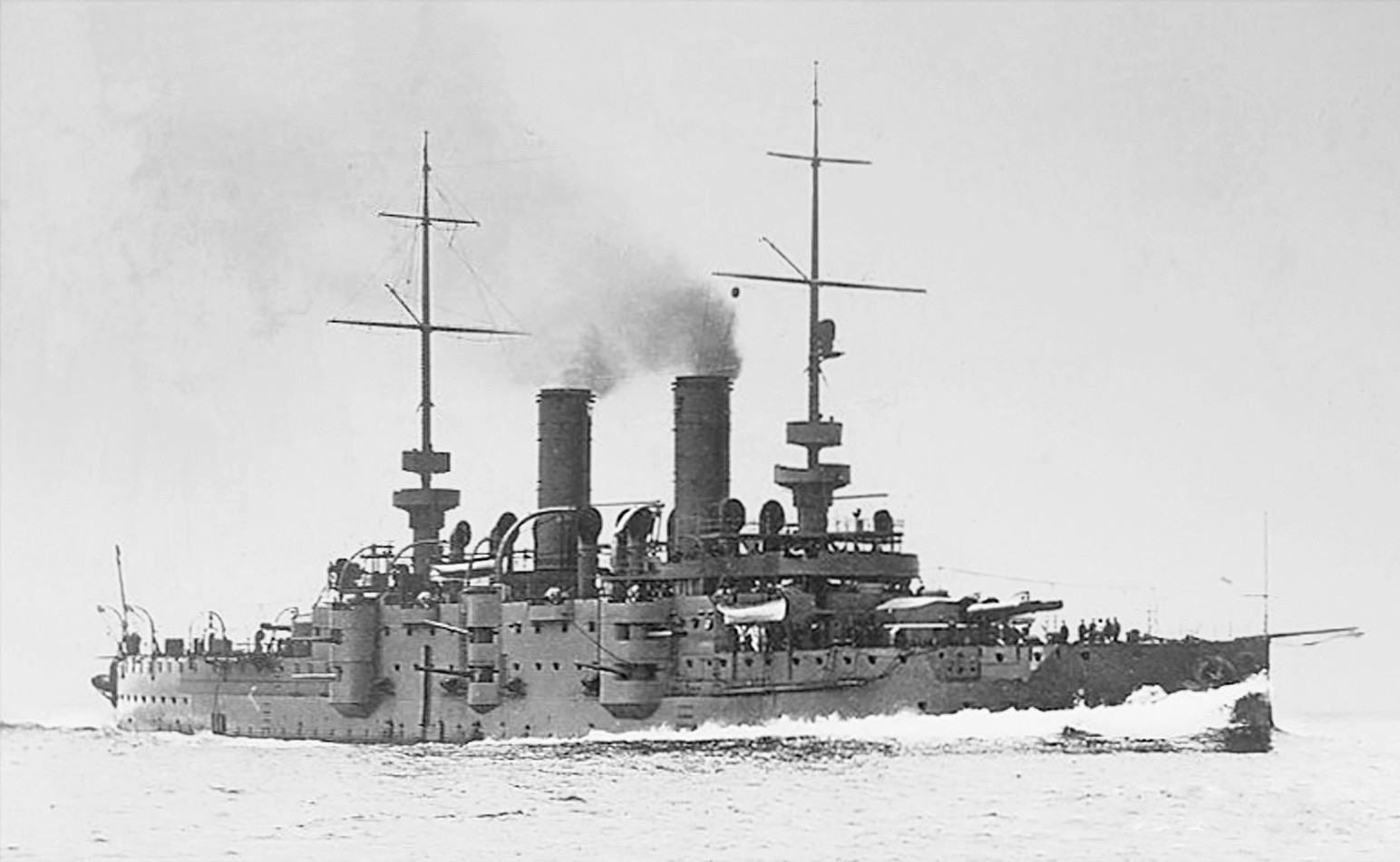
SMS Habsburg, vlajková loď kapitána Pietruskiho v letech 1904–1905

K datu 1. května 1893 byl povýšen na korvetního kapitána a v letech 1893–1894 byl prvním důstojníkem na obrněné lodi SMS Kronprinz Erzherzog Rudolf. Poté působil mimo jiné jako pedagog a v letech 1896–1897 byl přednostou V. odboru u Námořního technického výboru. Mezitím získal hodnost fregatního kapitána (1. května 1896). V roce 1897 absolvoval diplomatickou cestu do Ruska a v rámci mezinárodních operací během řecko-turecké války se jako velitel lodi SMS Cyclop zúčastnil blokády Kréty (1897).
Nadále působil u Námořního technického výboru a k datu 1. listopadu 1899 byl povýšen do hodnosti kapitána řadové lodi. Krátce velel válečným lodím různého typu (SMS Kaiser Max, SMS Kaiser Franz Joseph I.) a v letech 1901–1902 převzal velení zcela nové bitevní lodi SMS Wien. V roce 1902 byl přidělen k námořnímu sborovému velitelství v Pule a od února 1903 do září 1904 byl velitelem námořního arzenálu v Pule. Mezitím k datu 1. května 1904 dosáhl hodnosti kontradmirála. Na vlajkové lodi SMS Habsburg byl v letech 1904–1905 velitelem eskadry, v té době byl ale již vážně nemocen a v červnu 1905 byl přeložen na nižší post velitele divize.
Zemřel 27. září 1905 ve věku 56 let a byl pohřben na námořním hřbitově v Pule.
Od roku 1893 byl ženatý s Olgou, rozenou Strickerovou, manželství zůstalo bezdětné. Jako své sídlo si nechal koncem 19. století postavit honosnou romantickou vilu (známá jako Vila Starza) v Pule.

## Tituly a ocenění
Jako potomek staré haličské rodiny užíval šlechtický titul rytíře a v roce 1878 byl jmenován c. k. komořím. Původně se jmenoval jen Pietruski, jméno von Siemuszowa-Pietruski přijal až v roce 1904. Během služby u námořnictva se stal nositelem několika vyznamenání v Rakousku-Uhersku i v zahraničí.

### Rakousko-Uhersko
- Válečná medaile (1873)
- Vojenský záslužný kříž (1890)
- Služební odznak pro důstojníky III. třídy (1891)
- Jubilejní pamětní medaile (1898)
- Řád železné koruny III. třídy (1901)

### Zahraničí
- Námořní záslužný kříž I. třídy (1882, Španělsko)
- rytířský kříž Řádu meče (1885, Švédsko)
- Řád Medžidie III. třídy (1893, Osmanská říše)
- velkokříž Řádu Spasitele (1905, Řecko)
- Řád Osmanie I. třídy (1905, Osmanská říše)
- Řád sv. Alexandra IV. třídy (1905, Bulharsko)